# Horsaån
Horsaån is een van de (relatief) kleine riviertjes/beekjes die het Zweedse eiland Gotland rijk is. De rivier ligt in onbewoond gebied en zorgt voor afwatering van het meer Horsan, gelegen op noordwest Gotland. De waterweg heeft een verval van circa 4 meter. Ze behoort tegenwoordig tot het afwateringsgebied van de Vällesån. Beide rivieren zijn in het landschap nauwelijks meer te herkennen.